# 熊本県道261号五木多良木線
熊本県道261号五木多良木線（くまもとけんどう261ごう いつきたらぎせん）は、熊本県球磨郡五木村から球磨郡多良木町に至る一般県道である。

## 概要
五木村内 - 多良木町大字黒肥地は未開通となっている。

### 路線データ
- 起点：熊本県球磨郡五木村（未開通のため詳細地点不明）
- 終点：熊本県球磨郡多良木町大字多良木（多良木町口の坪交差点、国道219号交点）

## 地理

### 通過する自治体
- 熊本県
  - 球磨郡五木村 - 球磨郡多良木町

### 交差する道路
| 交差する道路           | 交差する場所 | 交差する場所                |
| ---------------------- | ------------ | --------------------------- |
| 熊本県道33号人吉水上線 | 大字黒肥地   |                             |
| 国道219号              | 大字多良木   | 多良木町口の坪交差点 / 終点 |

- 熊本県道335号湯前人吉自転車道線

### 交差する鉄道
- くま川鉄道湯前線

### 沿線
- 多良木町立黒肥地小学校 柳野分校
- 多良木町立黒肥地小学校
- 球磨川